# François Gros (indianiste)
Pour les articles homonymes, voir François Gros et Gros.
François Gros, né le 17 décembre 1933 à Lyon et mort le 24 avril 2021 dans la même ville, spécialiste de littérature tamoule, a été directeur de l'École française d'Extrême-Orient de 1977 à 1989.

## Biographie
François Gros est né en 1933 à Lyon.
Il suit des études littéraires à l'université de Lyon et obtient en 1957 l'agrégation de grammaire. Il se tourne ensuite vers les études indiennes, et enseigne.
Il soutient une thèse sous la direction de Jean Filliozat, sur la traduction du Paripātal.
D'abord membre de 1967 à 1977 à l'Institut français de Pondichéry en Inde, François Gros fut directeur de l'École française d'Extrême-Orient (EFEO) du 1er juillet 1977 au 20 novembre 1989 : il se consacre surtout au redéploiement de l'EFEO vers l'Asie du Sud-Est.
François Gros est l'auteur de quelques ouvrages sur la littérature tamoule classique et moderne.
François Gros est depuis 1979 le seul membre non indien du Board of Governors de l'International Institute for Tamil Studies à Madras, et depuis 1989 vice-président de l'International Association for Tamil Research.

## Publications
- (fr) Le Paripātal, introduction, traduction et notes par François Gros, Publications de l'Institut français d'Indologie, no 35, Pondichéry, 1968 (prix Saintour en 1969).
- (fr) Tiruvalluvar, Le Livre de l'Amour, traduit et annoté par François Gros, Connaissance de l'Orient, Collection UNESCO d'œuvres représentatives, Gallimard, Paris, 1992.
- (fr) L’arbre Nâgalinga, nouvelles choisies et traduites du tamoul par François Gros et M. Kannan, avant propos et postface de François Gros, Éditions de l'Aube, La Tour d'Aigues, 2002.
- (fr) Sampath et alii, Le sage se rend au zoo, nouvelles choisies et traduites du tamoul par François Gros et M. Kannan, postface de François Gros, Éditions de l'Aube, La Tour d'Aigues, 2002.
- (fr) Vêlarâmamûrti et alii, Les 21 chevreaux d'Iralappa Câmi, nouvelles choisies et traduites du tamoul par François Gros et M. Kannan, postface de François Gros, Éditions de l'Aube, La Tour d'Aigues, 2002.
- (fr) G. Nagarajan, Le vagabond et son ombre, romans et récits tamouls présentés et traduits par François Gros avec le concours d'Elisabeth Séthupathy, introduction par M., Kannan, Institut Français de Pondichéry, Regards sur l'Asie du Sud/South Asian Perspectives-2, 2013
- (fr) C.S. Chellappa, Vâdivâçal, Des taureaux et des hommes en pays tamoul, traduit du tamoul et présenté par François Gros, Regards sur l'Asie du Sud/ South Asian Perspectives - 3, Institut Français de Pondichéry, 2014.
- François Gros, Deep Rivers, Selected writings on Tamil Literature, traduction par by M.P. Boseman, édité par M.Kannan, Jennifer Clare, Institut Français de Pondichéry, Publications Hors Série 10, Tamil Chair, Department of South and Southeast Asian Studies, University of California at Berkeley, 2009.